# 梅鎮區 (伊利諾伊州克里斯蒂安縣)
梅鎮區（英語：May Township）是位於美國伊利諾伊州克里斯蒂安縣的一個行政鎮區。

## 地方資料
根據2010年美國人口普查的數據，梅鎮區的面積為94.30平方千米，當中陸地面積為94.20平方千米，而水域面積為0.10平方千米。當地共有人口1538人，而人口密度為每平方千米16.31人。